# 重信優
重信 優（しげのぶ　まさる、1960年 - 2021年1月24日）は、宮崎県内を中心に活躍したローカルタレント、津軽三味線奏者。
マー坊の愛称で視聴者から親しまれていた。津軽三味線全国協議会幹事。
北諸県郡高城町(現：都城市)出身。

## 略歴
宮崎県のローカル番組、「UMKさんさんサタデー」で地元の「高城プロレス」が取材された時に初出演。その後、リポーターに抜擢されてレギュラー出演以降、ハイテンションで「おっとズッキン」等独自のギャグを交えながら諸県弁全開で喋るキャラで地元で人気者に。本職は、津軽三味線天地心弦流家元であり、孫弟子まで入れると、300人以上に上る。また、2006年10月にはニューヨークのカーネギー・ホール（米）でライブを開催。BTV等の番組や、CMに出演したり、三味線の演奏会を兼ねた講演活動を行っていた。2002年津軽三味線全国大会入賞。
また、三味線に似た南九州の伝統楽器"ゴッタン"の演奏者でもある。
2019年頃肝臓癌を発症し、都城市内の病院へ入退院を繰り返していたが、2021年1月24日、肝臓癌のため都城市内の病院で死去。61歳没。
後にテレビ宮崎でさんさんサタデーで共演した南出雅之アナウンサーとマー坊からゴッタンの演奏を習った事がある渕上明里アナウンサーの「土曜なのにぶら金」コンビが司会。南出と同じくさんさんサタデーで共演したMr.バニーをゲストに追悼番組が放送された。バニーとは、さんさんサタデー名物で夏に宮崎県総合運動公園水泳場の飛び込み台から飛び込みをする企画で飛び込む順番決めのジャンケンで負けた時、「バニー、お前ちょっと来い。お前、さっきのジャンケン後だしやったがね」と、バニーが後だししていなかったのに、クレームを付けて再度ジャンケンを要求し、勝った事がある等絡む事が多かった。

## エピソード
- 1980年代後半にフジテレビ系列にて放送された『金曜おもしろバラエティ〜さんま・一機のその地方でしか見られない面白そうな番組を全国のみんなで楽しく見ちゃおうとする番組』で紹介され、二人に衝撃を与えた。続く第2弾では、明石家さんま・小堺一機と対面するとともに、番組内にて、華麗な三味線の演奏を披露した。また、演奏後、マー坊が座っていた席にはぬいぐるみが置かれるという、オチまであった。
- 1990年には全米大陸2万8000キロをマラソンで走破しながら、津軽三味線奏者として、途中各地で200回以上の講演を行った。
- モンゴル人の弟子がいる事がUMKスーパーニュースで紹介された。
- YouTubeにて【元祖マーボーチャンネル】を2016年10月12日より開始。2019年02月27日迄配信した。地元に密着した食レポや、釣り等の情報を主に発信していた。中には津軽三味線本人演奏「天地心絃流　家元　重信優」の動画も含まれている。

- 非常にビビリで、さんさんサタデーの肝試し企画では、あまりの恐怖に大泣きしてスタート地点に戻った事がある。

## 出演番組

### テレビ
- UMKさんさんサタデー
- 笑っていいとも （フジテレビ系 1984年　Mr.バニーと出演というか乱入…）
- 金曜おもしろバラエティ （フジテレビ系）
- アサデス。九州・山口 （九州朝日放送、「闘え!スポッチャ王!」のコーナーに家族で出演）
- いっちゃがTV （NHK宮崎放送局）
- ドキュメント発見伝 （FNS九州8局ネット）
- 明石家さんまの27時間テレビ （フジテレビ系 2006年7月放映）

### CM
- 霧島酒造（白黒つけようキャンペーン）
- よだきんぼとはにわ村(西都原古墳群内にあったレストラン)